# Lapillopsidae
Famille
Genres de rang inférieur
- † Lapillopsis Warren & Hutchinson, 1990[1]
- † Rotaurisaurus Adam M. Yates, 1999[2]
- † Manubrantlia Adam M. Yates & Sengupta, 2002[3]

Les Lapillopsidae (lapillopsidés en français) sont une famille éteinte de petits amphibiens stéréospondyles basaux,.
Ils sont connus dans le Trias inférieur d'Australie (Queensland et Tasmanie) et d'Inde (Bengale-Occidental).

## Liste des genres
- Lapillopsis

Le genre type Lapillopsis est connu dans le Queensland et a été décrit en 1990 par Anne A. Warren (d) et Mark Norman Hutchinson (d). C'est un amphibien de très petite taille dont la longueur totale du crâne dépasse à peine 2 centimètres de long, pour une longueur totale de l'animal de l'ordre de 10 centimètres.
- Rotaurisaurus

Ce genre est connu par un seul crâne, très écrasé, découvert à West Hobart en Tasmanie. La longueur de ce crâne est estimée à 4 centimètres. Rotaurisaurus est placé en groupe frère de Lapillopsis par Adam Matthew Yates (d).
- Manubrantlia

Manubrantlia a été découvert dans l’État indien du Bengale-Occidental et décrit en 2002 par Adam M. Yates et Dhurjati Prasad Sengupta (d).